# Noyelles-sur-Escaut
Pour les articles homonymes, voir Noyelles.
Noyelles-sur-Escaut est une commune française située dans le département du Nord, en région Hauts-de-France.
Ses habitants sont appelés les Noyellois.
Petit village du Haut-Escaut, proche de Cambrai, Noyelles fut pendant plusieurs siècles sur la frontière qui séparait la France du Saint-Empire, ce qui lui valut de multiples destructions et pillages. L'ouverture du canal de Saint-Quentin en 1810 n'a pas notablement modifié l'activité du village. Il a conservé son caractère rural et mis en valeur son patrimoine, tout en connaissant un début de périurbanisation par la construction de lotissements pavillonnaires.

## Géographie

### Localisation

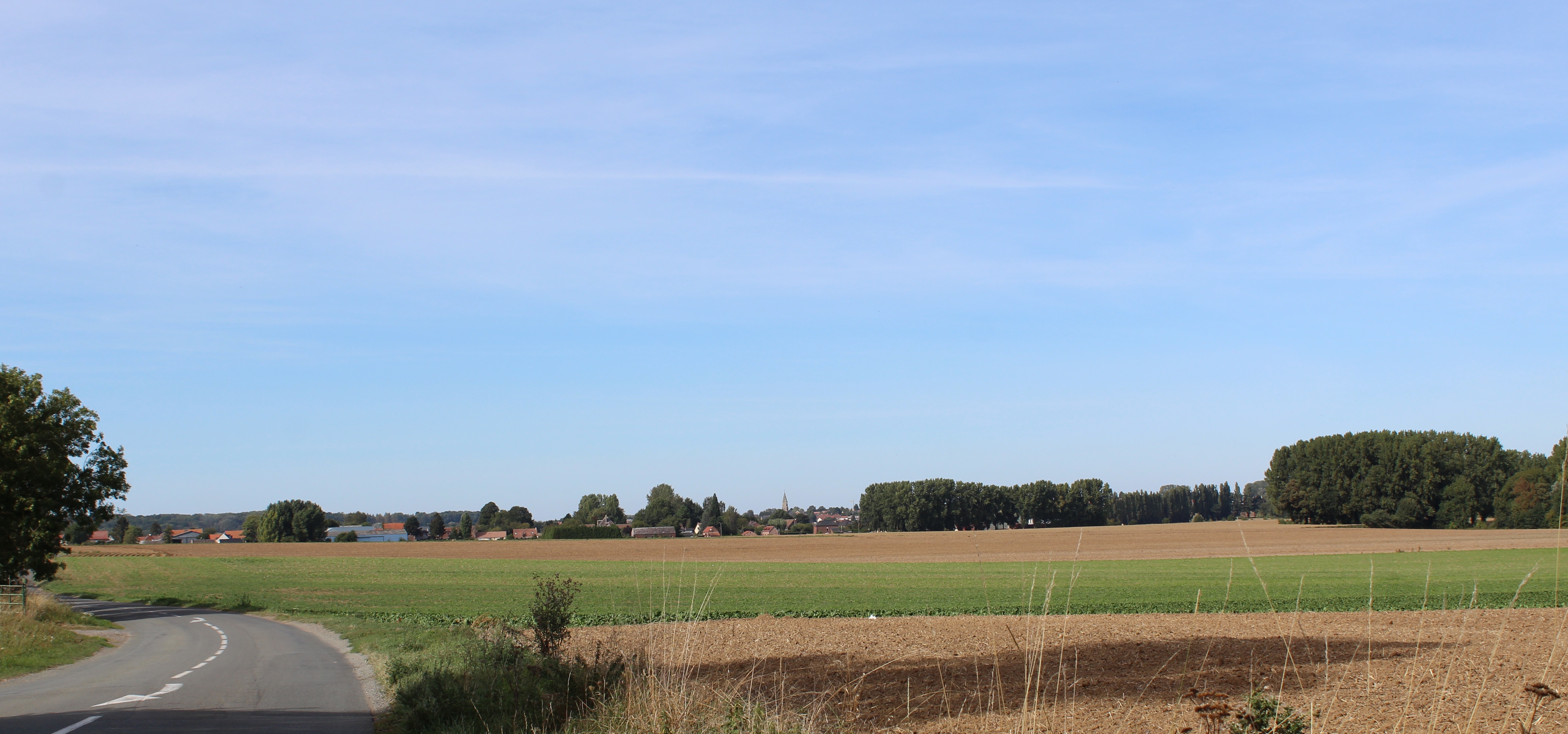
Panorama du village.

Noyelles-sur-Escaut est située à 6 km au sud-est de Cambrai. Arras est à 33,9 km et Lille, la capitale régionale, à 55,3 km à vol d'oiseau,.
| Cantaing-sur-Escaut |                     | Proville |
| Cantaing-sur-Escaut | Noyelles-sur-Escaut | Marcoing |
| Flesquières         | Marcoing            | Marcoing |

### Hydrographie

#### Réseau hydrographique
La commune est située dans le bassin Artois-Picardie. Elle est drainée par le canal de St-Quentin vers l'Escaut canalisée, la Pichard et un autre petit cours d'eau,.
La Rivière Escaut, d'une longueur de 30 km, prend sa source dans la commune de Honnecourt-sur-Escaut et se jette  dans l'Escaut canalisée à Neuville-Saint-Rémy, après avoir traversé 13 communes. 
Le canal de Saint-Quentin, long de 92,5 km, assure la jonction entre l'Oise, la Somme et l'Escaut et met en relation le Bassin parisien, le Nord de la France et la Belgique. Il longe l'Escaut à une distance de deux cents à trois cents mètres à l'est, passant au-dessus du fleuve par un pont-canal à quelques centaines de mètres au nord du village

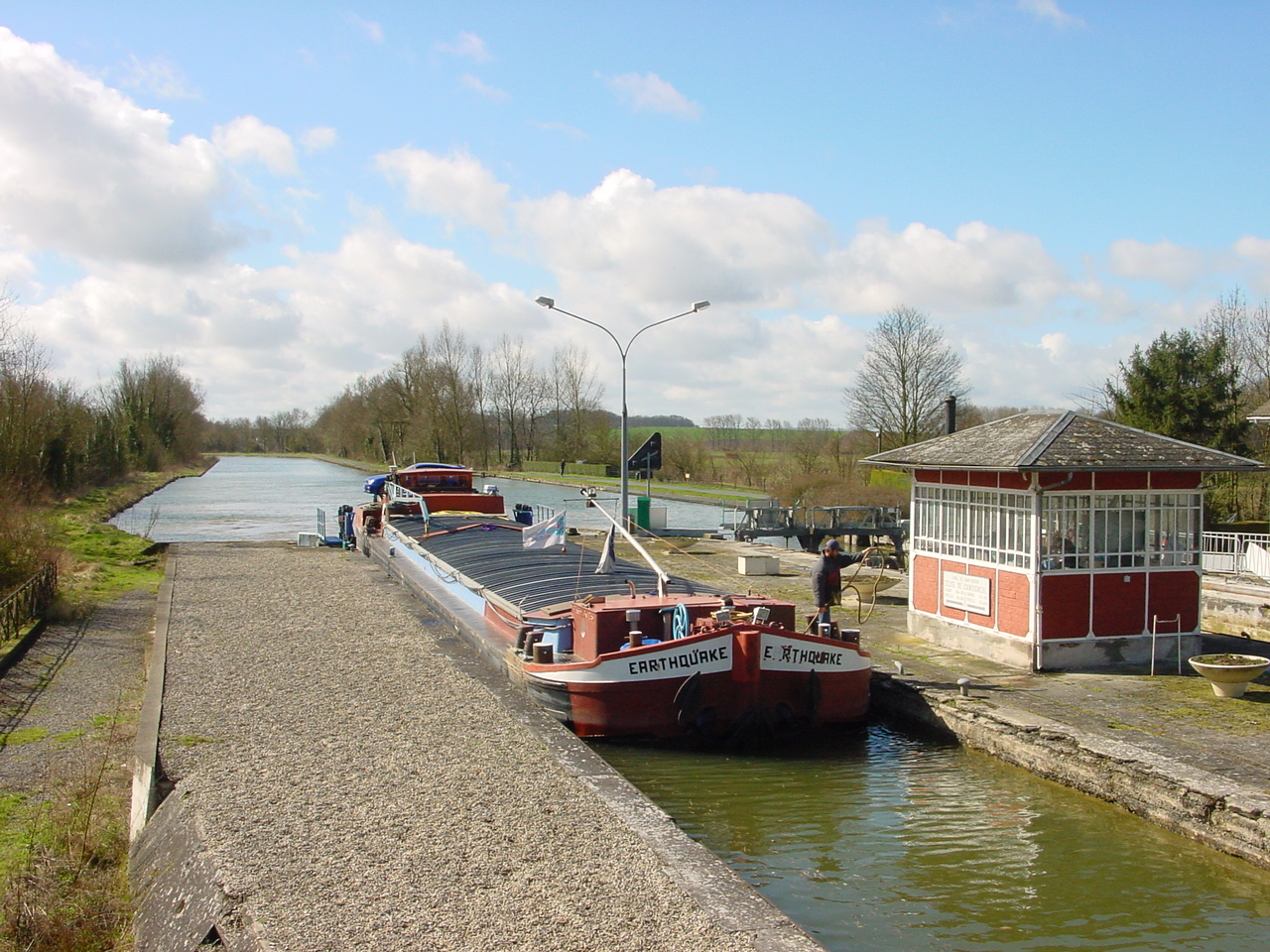
L'écluse de Noyelles sur le canal de Saint-Quentin
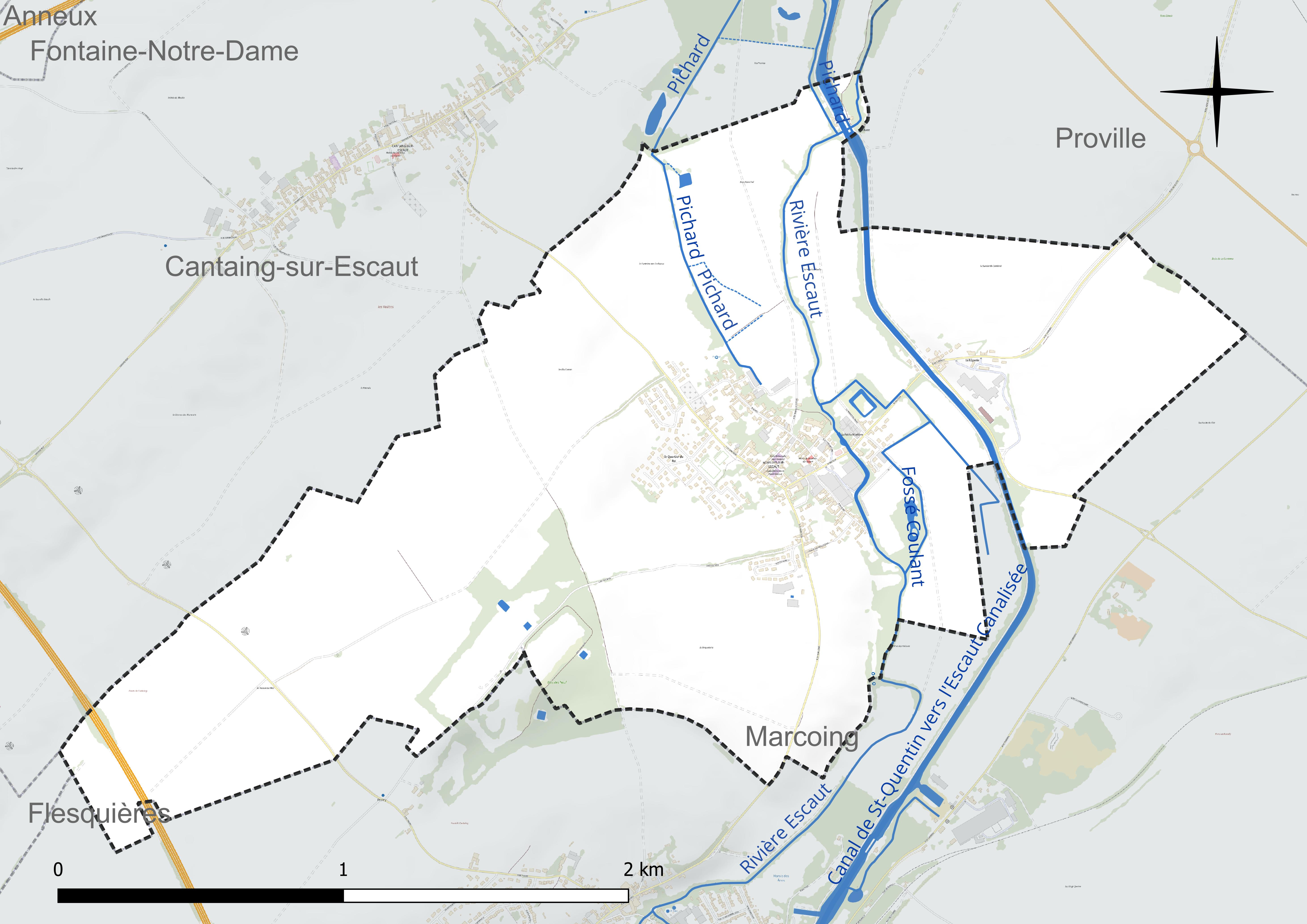
Réseau hydrographique de Noyelles-sur-Escaut.

#### Gestion et qualité des eaux
Le territoire communal est couvert par le schéma d'aménagement et de gestion des eaux (SAGE) « Escaut ». Ce document de planification concerne un territoire de 2 005 km2 de superficie, délimité par le bassin versant de l'Escaut. Le périmètre a été arrêté le 9 juin 2006 et le SAGE proprement dit a été approuvé le 13 juillet 2021. La structure porteuse de l'élaboration et de la mise en œuvre est le syndicat mixte Escaut et Affluents (SyMEA). 
La qualité des cours d'eau peut être consultée sur un site dédié géré par les agences de l'eau et l'Agence française pour la biodiversité. 

### Climat
Pour des articles plus généraux, voir Climat des Hauts-de-France et Climat du Nord.
En 2010, le climat de la commune est de type climat océanique dégradé des plaines du Centre et du Nord, selon une étude du CNRS s'appuyant sur une série de données couvrant la période 1971-2000. En 2020, Météo-France publie une typologie des climats de la France métropolitaine dans laquelle la commune est exposée à un climat océanique et est dans la région climatique  Nord-est du bassin Parisien, caractérisée par un ensoleillement médiocre, une pluviométrie moyenne régulièrement répartie au cours de l'année et un hiver froid (3 °C). 
Pour la période 1971-2000, la température annuelle moyenne est de 10,5 °C, avec une amplitude thermique annuelle de 14,7 °C. Le cumul annuel moyen de précipitations est de 704 mm, avec 12,3 jours de précipitations en janvier et 8,8 jours en juillet. Pour la période 1991-2020, la température moyenne annuelle observée sur la station météorologique la plus proche, située sur la commune de Douai à 27 km à vol d'oiseau, est de 11,0 °C et le cumul annuel moyen de précipitations est de 729,2 mm,. Pour l'avenir, les paramètres climatiques de la commune estimés pour 2050 selon différents scénarios d'émission de gaz à effet de serre sont consultables sur un site dédié publié par Météo-France en novembre 2022.

## Urbanisme

### Typologie
Au 1er janvier 2024, Noyelles-sur-Escaut est catégorisée bourg rural, selon la nouvelle grille communale de densité à sept niveaux définie par l'Insee en 2022.
Elle est située hors unité urbaine. Par ailleurs la commune fait partie de l'aire d'attraction de Cambrai, dont elle est une commune de la couronne,. Cette aire, qui regroupe 64 communes, est catégorisée dans les aires de 50 000 à moins de 200 000 habitants,.

### Occupation des sols
L'occupation des sols de la commune, telle qu'elle ressort de la base de données européenne d'occupation biophysique des sols Corine Land Cover (CLC), est marquée par l'importance des territoires agricoles (91,9 % en 2018), en augmentation par rapport à 1990 (88,2 %). La répartition détaillée en 2018 est la suivante : 
terres arables (87,5 %), zones urbanisées (8,1 %), prairies (2,4 %), zones agricoles hétérogènes (2,1 %). L'évolution de l'occupation des sols de la commune et de ses infrastructures peut être observée sur les différentes représentations cartographiques du territoire : la carte de Cassini (XVIIIe siècle), la carte d'état-major (1820-1866) et les cartes ou photos aériennes de l'IGN pour la période actuelle (1950 à aujourd'hui).

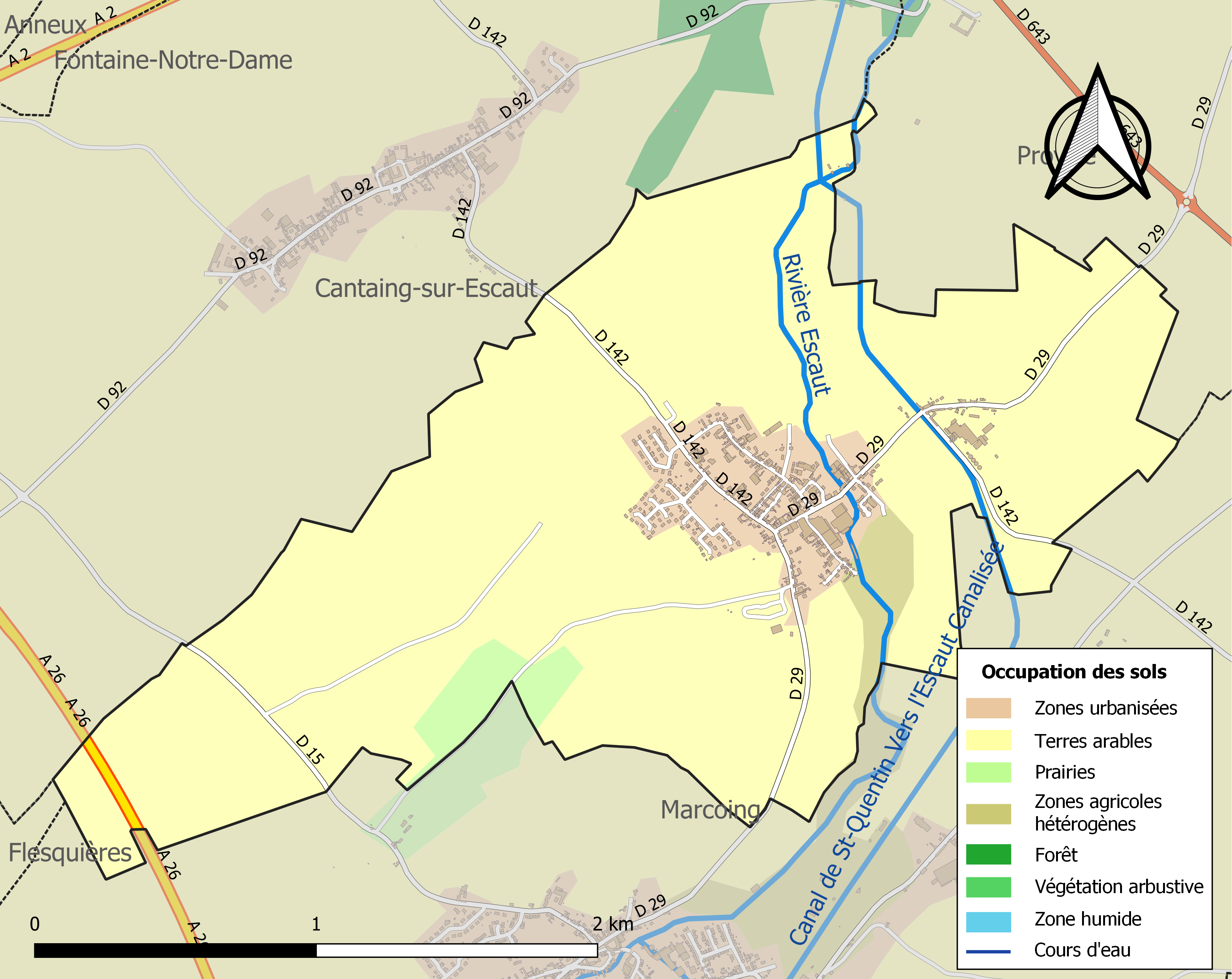
Carte des infrastructures et de l'occupation des sols de la commune en 2018 (CLC).

### Morphologie urbaine
Le vieux village est installé entre l'Escaut et la route départementale D29. Des lotissements pavillonnaires plus récents (« Les Hauts de Noyelles », « le Quartier du roi ») se sont construits à l'est de cette route. Début 2012, la construction d'un nouveau lotissement est prévue au nord du village.

### Logement
En 2008, Noyelles-sur-Escaut comptait 282 résidences principales, auxquelles s'ajoutaient 27 logements vacants, soit 8,4 % du total, et un faible nombre de résidences secondaires. Les maisons représentaient 93,5 % de l'ensemble des logements, pourcentage en augmentation par rapport au recensement de 1999 (92,5 %) et nettement supérieur à celui observé dans le département du Nord (68,6 %).
La part de résidences principales datant d'avant 1949 s'élevait à 38,7 %. Pour les constructions plus récentes, 11,8 % des logements dataient d'entre 1949 et 1974 et 49,5 % d'après 1975.

### Voies de communication et transports
Noyelles-sur-Escaut est au carrefour des routes départementales D29 de Cambrai à Marcoing et Ribécourt-la-Tour, et D142 de Séranvillers-Forenville à Cattenières.
La commune est desservie par le réseau de transports urbains de la Communauté d'agglomération de Cambrai appelé TUC (Transports Urbains du Cambrésis), par la ligne 14,. La ligne S110 permet de rejoindre le collège de secteur à Masnières.

## Toponymie
On trouve Noyelles mentionnée sous les noms de Nigella en 1064, 1109 et à la fin du XIIe siècle, Noella en 1139, Noela en 1221, Noiella en 1250, Noyelle en 1362 et Noiielle en 1391. En 1793 la commune est connue sous le nom de Noyelles sur Escaut, en 1801 de Noyelles-sur-l'Escaut. Le 28 janvier 1968, Noyelles-sur-l'Escaut est redevenu Noyelles-sur-Escaut.
Une première hypothèse concernant l'origine du nom le fait dériver du latin nigella (nielle des blés), plante à fruits noirs et toxiques fréquente autrefois dans les céréales. Guy Souillet, dans sa Chronique de toponymie, conteste cette explication. Il recense vingt noms de lieux en « Noyelle », sans compter les diminutifs et les noms apparentés comme « Nielle » ou « Mielle », « Nesle », « Néel », « Noyal » ou « Noal ». Le nom se rencontre principalement dans la France du Nord (Nord-Pas-de-Calais et Picardie, Normandie, Bretagne) et dérive selon lui du celtique Nigella, qui désigne une « dépression humide entre les dunes », un « lieu marécageux », ce qui s'applique parfaitement à Noyelles-sur-Escaut, construit dans une vallée marécageuse. A noter qu'en langue picarde, "noyé" signifie "sous l'eau - inondé" et correspond à la physionomie de la commune dont une partie des terrains est inondable.

## Histoire

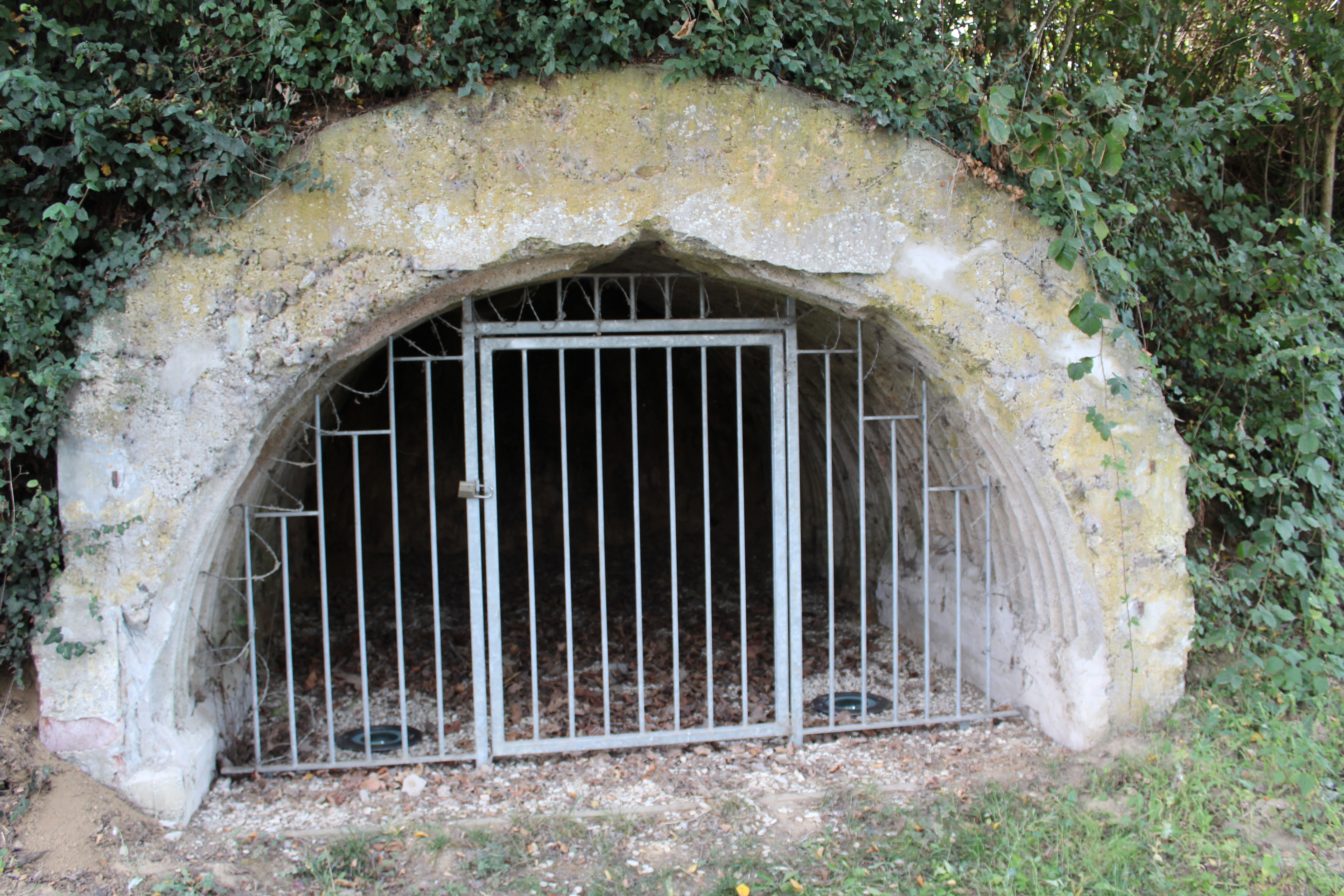
Casemate bétonnée dans laquelle les Allemands abritaient les munitions provenant des quais de déchargement le long du canal.

Pendant la période gallo-romaine, le territoire était peuplé par les Nerviens, dont les chefs-lieux furent Bavay puis Cambrai.
Une prospection effectuée en 1986 a révélé au lieu-dit « Le Quartier du Roi », au sud du village, un site gallo-romain dominant l'Escaut d'un vingtaine de mètres et datant du Ier siècle, occupé jusqu'au IVe siècle. La tradition veut qu'on y ait extrait au XIe siècle la pierre qui servit à la construction de l'église Notre-Dame de Cambrai. Un moulin appartenant à l'abbaye de Saint-Sépulcre est mentionné dès 1064.
À la suite du traité de Verdun de 843 qui partageait l'empire de Charlemagne, l'Escaut devint pour huit siècles la frontière du royaume de France et de l'Empire. La position frontalière de Noyelles l'exposa à plusieurs reprises aux destructions et aux pillages de troupes françaises, bourguignonnes ou espagnoles.
Noyelles possédait un château fort qui fut brûlé en 1153 par l'évêque de Cambrai Nicolas de Chièvres.
Le 9 août 1533 le village fut incendié par les troupes françaises. L'armée espagnole installa son camp à deux reprises près du village, en 1580 et 1595. En 1649 et en 1677, lors de sièges de la ville de Cambrai, le village fut victime de nouveaux pillages. En 1711 les troupes du maréchal de Villars furent cantonnées au lieu qui prendra le nom de « Quartier du Roy ».
Lors de la création des départements pendant la Révolution française, Noyelles fut rattachée au canton de Ribécourt (puis de Marcoing en 1801), dans le district de Cambrai et le département du Nord.

La zone rouge au niveau de l'Artois durant la Première Guerre mondiale.

L'activité du village, surtout agricole, comprenait aussi deux moulins, à farine et à huile, sur l'Escaut, une brasserie et une sucrerie. Le canal de Saint-Quentin fut inauguré par Napoléon Ier en 1810.
Pendant la Première Guerre mondiale, Noyelles est occupé par les Allemands et se trouve derrière la ligne Hindenburg. Le village est capturé par les troupes britanniques le 21 novembre 1917, lors de la Bataille de Cambrai. Il est repris dès le 29 novembre à la suite de la contre-offensive allemande, et subit d'importantes destructions.

## Politique et administration

### Tendances politiques et résultats

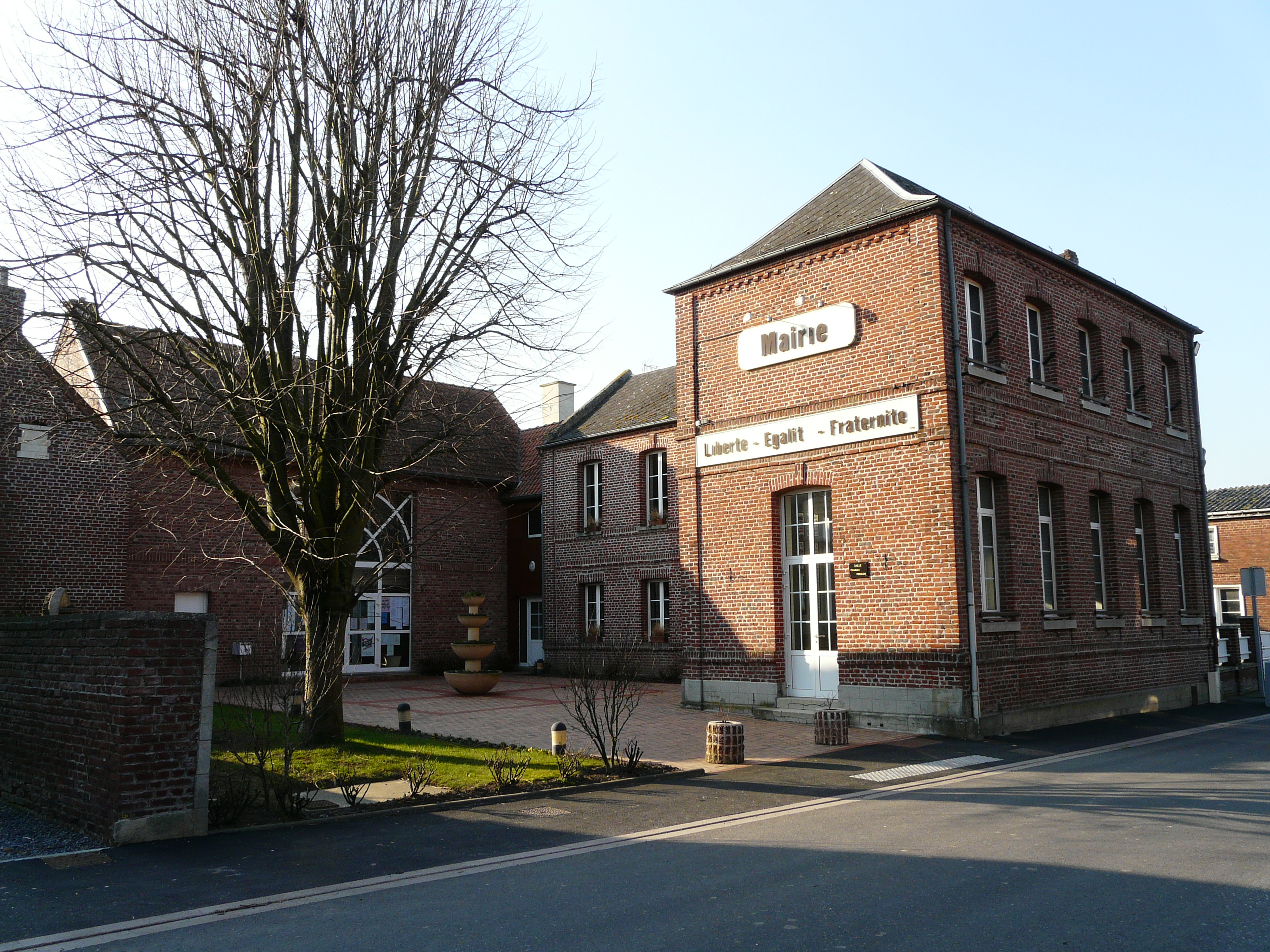
La mairie de Noyelles

Au premier tour de l'élection présidentielle de 2012, les quatre candidats arrivés en tête à Noyelles-sur-Escaut sont Marine Le Pen (FN, 28,36 %), François Hollande (PS, 27,94 %), Nicolas Sarkozy (UMP, 24,79 %) et Jean-Luc Mélenchon (Front de gauche, 7,14 %), avec un taux de participation de 87,93 %.
Au deuxième tour des élections régionales de 2010 48,30 % des suffrages exprimés sont allés à la liste conduite par Daniel Percheron (PS), 26,93 % à celle de Valérie Létard (UMP), et 24,77 % à la liste FN de Marine Le Pen, pour un taux de participation de 59,01 %.
Aux élections européennes de 2009, les deux meilleurs scores à Noyelles-sur-Escaut étaient ceux de la liste du Parti socialiste conduite par Gilles Pargneaux, qui a obtenu 58 suffrages soit 24,68 % des suffrages exprimés (département du Nord 19,55 %), et de la majorité présidentielle conduite par Dominique Riquet, qui a obtenu 49 suffrages soit 20,85 % des suffrages exprimés (département du Nord 24,57 %), pour un taux de participation de 46,25 %.
Au deuxième tour de l'élection présidentielle de 2007, 54,43 % des électeurs noyellois ont voté pour Nicolas Sarkozy (UMP), et 45,57 % pour Ségolène Royal (PS), avec un taux de participation de 89,08 %.
Au deuxième tour des élections législatives de 2007, 53,97 % des électeurs de Noyelles-sur-Escaut ont voté pour François-Xavier Villain (UMP) (57,45 % dans la 18e circonscription du Nord), et 46,03 %  pour Brigitte Douay (PS) (42,55 % dans la circonscription), avec un taux de participation de 68,19 % à Noyelles-sur-Escaut et de 60,08 % dans la circonscription.

### Administration municipale
Noyelles-sur-Escaut est membre de la Communauté d'agglomération de Cambrai. La commune ayant entre 500 et 1 500 habitants le nombre de conseillers municipaux est de 15

### Liste des maires
Maire en 1802-1803 : A. Flament.

Maire en 1807 : Paix.
| Période                                  | Période   | Identité       | Étiquette | Qualité                        |
| ---------------------------------------- | --------- | -------------- | --------- | ------------------------------ |
| Mars 1989                                | juin 2010 | Léon Masset    | PS        | Décédé en fonction             |
| Juin 2010                                | en cours  | Philippe Loyez | UDI       | Réélu pour le mandat 2014-2020 |
| Les données manquantes sont à compléter. |           |                |           |                                |

### Instances judiciaires et administratives
La commune de Noyelles-sur-Escaut est dans le ressort de la cour d'appel de Douai, du tribunal de grande instance, du tribunal d'instance et du conseil de prud'hommes de Cambrai, et à la suite de la réforme de la carte judiciaire engagée en 2007, du tribunal de commerce de Douai.

### Politique environnementale
La protection et la mise en valeur de l'environnement font partie des compétences optionnelles de la communauté d'agglomération de Cambrai à laquelle appartient Noyelles-sur-Escaut.

### Jumelages
En février 2012, Noyelles-sur-Escaut n'est jumelée avec aucune autre commune.

## Population et société

### Démographie

#### Évolution démographique
L'évolution du nombre d'habitants est connue à travers les recensements de la population effectués dans la commune depuis 1793. Pour les communes de moins de 10 000 habitants, une enquête de recensement portant sur toute la population est réalisée tous les cinq ans, les populations de référence des années intermédiaires étant quant à elles estimées par interpolation ou extrapolation. Pour la commune, le premier recensement exhaustif entrant dans le cadre du nouveau dispositif a été réalisé en 2007.

En 2022, la commune comptait 815 habitants, en évolution de +3,95 % par rapport à 2016 (Nord : +0,51 %, France hors Mayotte : +2,11 %).
| 1793 | 1800 | 1806 | 1821 | 1831 | 1836 | 1841 | 1846 | 1851 |
| ---- | ---- | ---- | ---- | ---- | ---- | ---- | ---- | ---- |
| 453  | 495  | 560  | 497  | 571  | 584  | 589  | 588  | 597  |

| 1856 | 1861 | 1866 | 1872 | 1876 | 1881 | 1886 | 1891 | 1896 |
| ---- | ---- | ---- | ---- | ---- | ---- | ---- | ---- | ---- |
| 624  | 651  | 665  | 667  | 710  | 794  | 740  | 766  | 716  |

| 1901 | 1906 | 1911 | 1921 | 1926 | 1931 | 1936 | 1946 | 1954 |
| ---- | ---- | ---- | ---- | ---- | ---- | ---- | ---- | ---- |
| 727  | 709  | 693  | 553  | 618  | 592  | 600  | 520  | 545  |

| 1962 | 1968 | 1975 | 1982 | 1990 | 1999 | 2006 | 2007 | 2012 |
| ---- | ---- | ---- | ---- | ---- | ---- | ---- | ---- | ---- |
| 524  | 526  | 478  | 629  | 660  | 655  | 739  | 751  | 764  |

| 2017 | 2022 | - | - | - | - | - | - | - |
| ---- | ---- | - | - | - | - | - | - | - |
| 803  | 815  | - | - | - | - | - | - | - |

#### Pyramide des âges
La population de la commune est relativement jeune.
En 2018, le taux de personnes d'un âge inférieur à 30 ans s'élève à 35,6 %, soit en dessous de la moyenne départementale (39,5 %). À l'inverse, le taux de personnes d'âge supérieur à 60 ans est de 21,3 % la même année, alors qu'il est de 22,5 % au niveau départemental.
En 2018, la commune comptait 417 hommes pour 388 femmes, soit un taux de 51,8 % d'hommes, largement supérieur au taux départemental (48,23 %).
Les pyramides des âges de la commune et du département s'établissent comme suit.
| Hommes | Classe d’âge | Femmes |
| ------ | ------------ | ------ |
| 0,2    | 90 ou +      | 1,3    |
| 3,6    | 75-89 ans    | 3,9    |
| 16,8   | 60-74 ans    | 16,7   |
| 19,3   | 45-59 ans    | 21,5   |
| 22,6   | 30-44 ans    | 22,9   |
| 15,4   | 15-29 ans    | 15,7   |
| 22,1   | 0-14 ans     | 17,9   |

| Hommes | Classe d’âge | Femmes |
| ------ | ------------ | ------ |
| 0,5    | 90 ou +      | 1,4    |
| 5,3    | 75-89 ans    | 8,1    |
| 14,8   | 60-74 ans    | 16,2   |
| 19,1   | 45-59 ans    | 18,4   |
| 19,5   | 30-44 ans    | 18,7   |
| 20,7   | 15-29 ans    | 19,1   |
| 20,2   | 0-14 ans     | 18     |

### Enseignement
La commune gère l'école maternelle et primaire Henri-Matisse, qui en 2012 compte trois classes et scolarise 70 enfants.
Les établissements d'enseignement secondaire les plus proches sont à Masnières et Cambrai.

### Manifestations culturelles et festivités

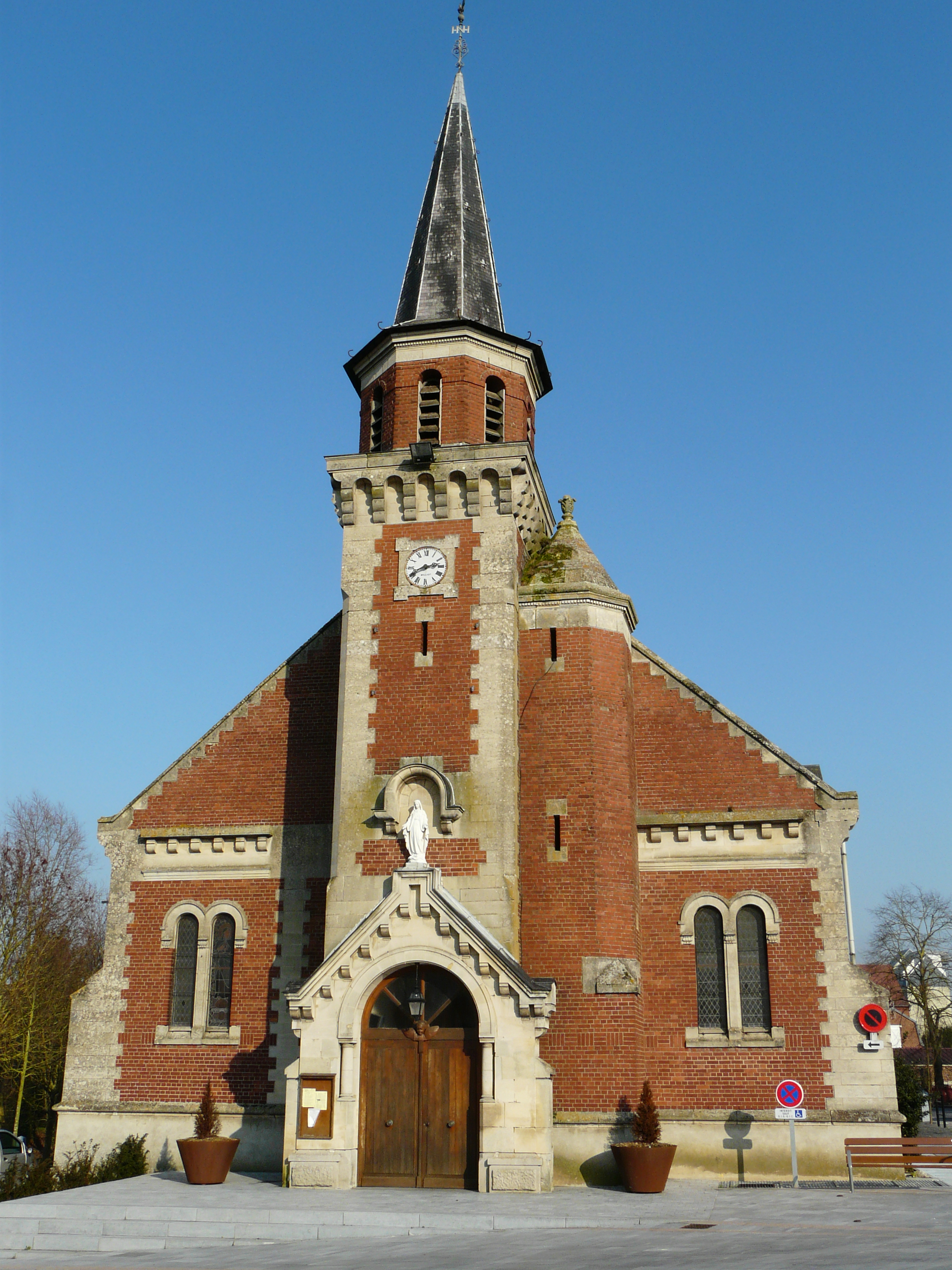
L'église de la Nativité-de-la-Vierge

L'association « Les Scènes du Haut-Escaut » est membre du Réseau départemental de diffusion culturelle en milieu rural, financé par le Conseil général du Nord. Elle propose la diffusion de spectacles vivants, des résidences d'artistes et des ateliers de pratiques artistiques dans la vingtaine de communes adhérentes.

### Santé
En 2012 Noyelles-sur-Escaut ne compte aucun professionnel de la santé. Les établissements de soins les plus proches sont ceux de Cambrai.

### Sports
Noyelles-sur-Escaut compte quelques associations sportives, notamment de pêche, autour de l'étang de Noyelles, de gym, de ji-paï kung-fu, et de chasse. Le judo club de Noyelles-sur-Escaut compte 50 licenciés en 2011. Les très jeunes peuvent s'y entraîner dès l'âge de 4 ans.
L'association EDEN (« Energies DE Noyelles ») se donne pour objectif l'animation sportive et culturelle du village. Ses activités incluent le badminton, le jogging, la pétanque, le futsal et la marche.
En 2011 la commune a inauguré l'« espace Daniel Leclercq », terrain de football synthétique.

### Cultes
Les Noyellois disposent d'un lieu de culte catholique, l'église de la Nativité-de-la-Vierge, qui fait partie de la paroisse Saint-Paul-du-Haut-Escaut dans le diocèse de Cambrai.

## Économie

### Revenus de la population et fiscalité
En 2009, le revenu fiscal médian par ménage était de 19 219 €, ce qui plaçait Noyelles-sur-Escaut au 8 949e rang  parmi les 31 604 communes de plus de 50 ménages en métropole.

### Emploi
Noyelles-sur-Escaut se trouve dans le bassin d'emploi du Cambrésis. L'agence Pôle emploi pour la recherche d'emploi la plus proche est localisée à Cambrai.
En 2008, la population de Noyelles-sur-Escaut se répartissait ainsi : 74,6 % d'actifs, ce qui est supérieur au 71,6 % d'actifs de la moyenne nationale et 8,9 % de retraités, un chiffre légèrement supérieur au taux national de 8,5 %. Le taux de chômage était de 5,1 % contre 10,7 % en 1999.

### Entreprises et commerces
Au 31 décembre 2009, Noyelles-sur-Escaut comptait 46 établissements. 
Répartition des établissements par domaines d'activité au 31 décembre 2009
|                             | Ensemble | Agriculture | Industrie | Construction | Commerce | Services |
| --------------------------- | -------- | ----------- | --------- | ------------ | -------- | -------- |
| Nombre d'établissements     | 46       | 9           | 4         | 4            | 21       | 8        |
| %                           | 100 %    | 19,6 %      | 8,7 %     | 8,7 %        | 45,7 %   | 7,4 %    |
| Sources des données : INSEE |          |             |           |              |          |          |

## Culture locale et patrimoine

### Lieux et monuments

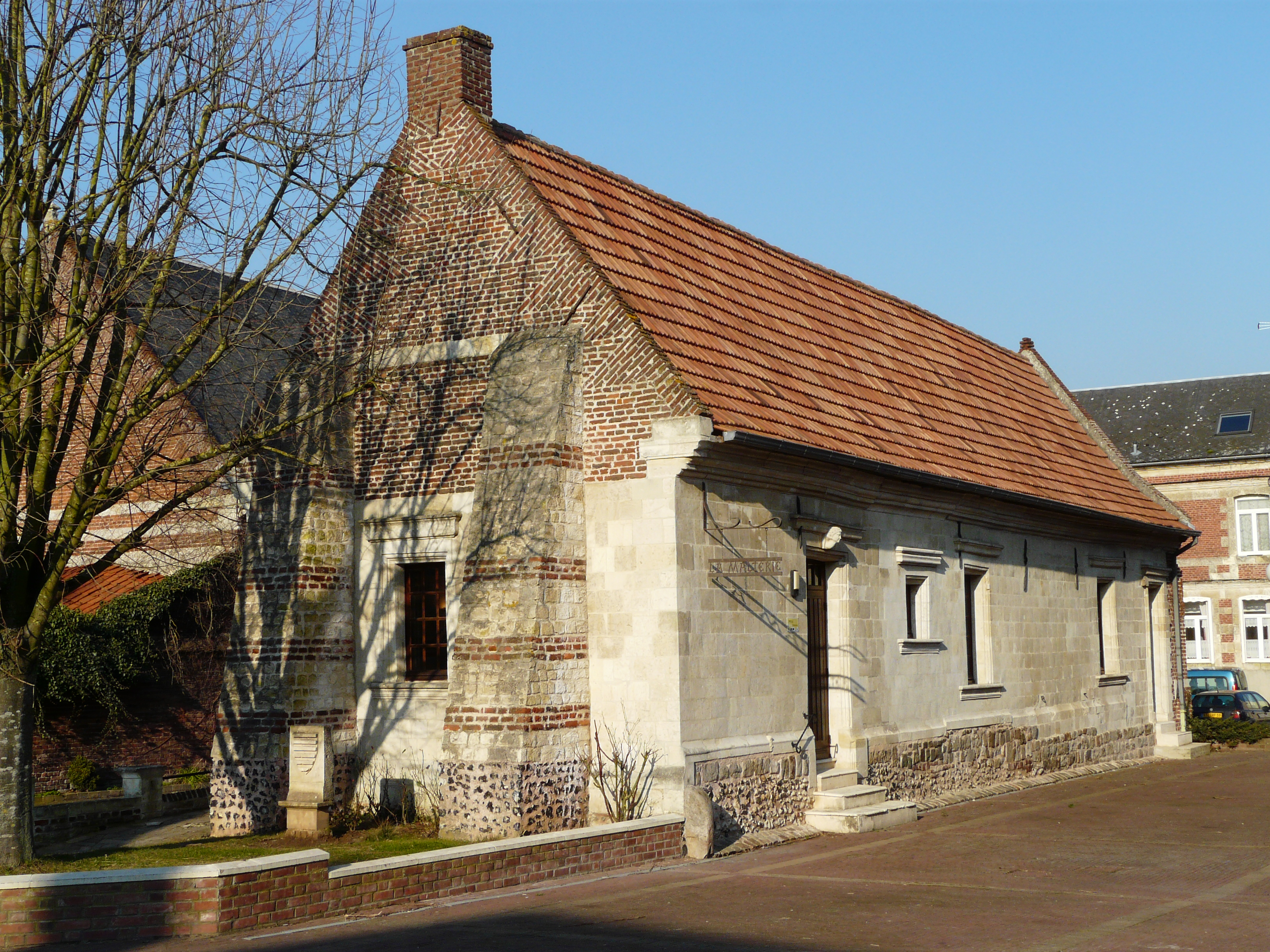
L'ancienne malterie, aujourd'hui bibliothèque municipale

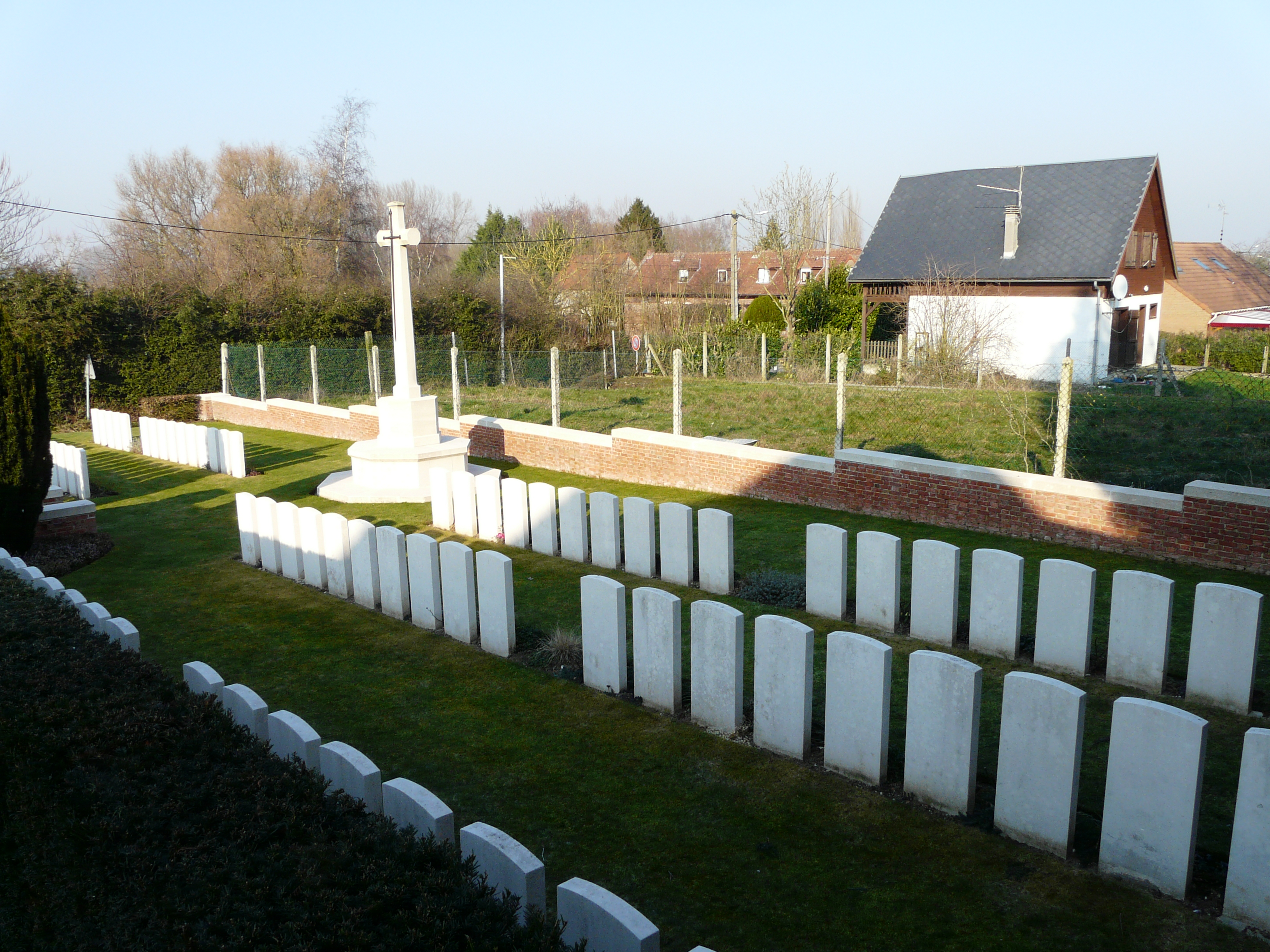
Le cimetière britannique, extension du cimetière municipal

La ventellerie du moulin à farine est bâtie sur quatre niveaux au bord de l'Escaut. Le moulin, propriété jusqu'à la Révolution du seigneur du lieu, cessa son activité en 1960. En 1991 il devint propriété de la commune qui fit démolir des constructions en béton pour dégager l'église voisine. En 2003, le moulin a été converti en immeuble d'habitation.
La malterie est le seul bâtiment subsistant de la brasserie Solau, fermée en 1969. Datant du  XVIIIe siècle et construit en pierre blanche et en brique, il a été restauré pour abriter la bibliothèque municipale.
L'église de la Nativité-de-la-Vierge date de 1930 et fut construite en remplacement de la précédente, datant de 1828 et détruite pendant les combats de la Première Guerre mondiale. Elle est bâtie en briques et en ciment						.
Le pont-canal fut construit entre 1802 et 1810. Le canal de Saint-Quentin, en amont de Cambrai, longe le cours de l'Escaut. Il le franchit sur un pont en aval de Noyelles, passant de la rive droite à la rive gauche. Cet ouvrage d'art est dû aux ingénieurs des Ponts et Chaussées Antoine-Nicolas Gayant et Barnabé Brisson.
Quatre casemates fermées de grille se voient encore sur la route de Cantaing-sur-Escaut à la sortie du village. Elles servirent d'abris à munitions pour la ligne Hindenburg.
Noyelles-sur-Escaut Communal Cemetery Extension est un cimetière militaire britannique géré par la Commonwealth War Graves Commission. Le village fut pris par la 6e division britannique les 20 et 21 novembre 1917 lors de la première bataille de Cambrai, perdu en décembre, et repris le 19 octobre 1918 lors de la deuxième bataille de Cambrai par les Écossais du 7th Argyll and Sutherland Highlanders. Le cimetière contient les tombes de plus de 110 soldats tués en septembre et octobre 1918.

### Héraldique
| Les armes de Noyelles sur Escaut | Les armes de Noyelles sur Escaut se blasonnent ainsi : "Burelé d'argent et d'azur de douze pièces." Les armoiries de la commune sont celle de la famille de Montigny de Glarges, seigneurs aux XIIe siècle et XIIIe siècle |

## Pour approfondir